# 카발리에 킹 찰스 스패니얼

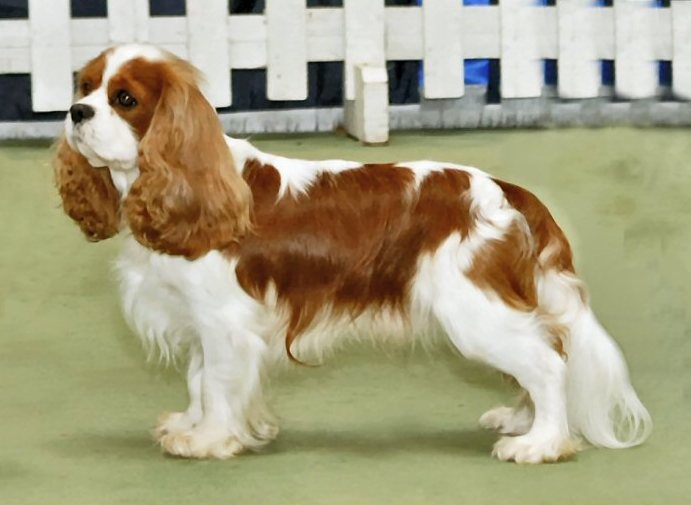
카발리에 킹 찰스 스패니얼

카발리에 킹 찰스 스패니얼(Cavalier King Charles Spaniel)은 스패니얼 품종의 일종이며, 1920년 미국의 로스웰 엘드리지가 킹 찰스 스패니얼을 모델로 5년간 연구하여 개조한 변종이다.

## 대중 문화
쥬얼 펫에서 나오는 인물중 하나인 사피의 견종이다.

## 같이 보기
- 킹 찰스 스패니얼